# 希臘沙拉
希臘沙拉（希臘語： 希臘語發音：[xorˈjatiki saˈlata]，意為「鄉馬塔橄欖，以鹽和乾燥俄力岡葉調味，再淋上橄欖油。此外，希臘沙拉也時常加入醃製的刺山柑葉片、花蕾或漿果（尤其是十二群島地區），以及醋、檸檬汁和香芹末。

## 其他國家
在北美洲、澳洲、南非和英國，「希臘沙拉」一詞則是指一種選用希臘風格食材，並以油醋調味的生菜沙拉。美式希臘沙拉以生菜、番茄、菲達起司和橄欖為基本食材，額外加入小黃瓜、義大利甜椒、菜椒、洋蔥、蘿蔔、葡萄葉包米捲、鳳尾魚、沙丁魚和醃漬辣椒的吃法也非常流行。在底特律，「希臘沙拉」常搭配甜菜，坦帕灣人則習慣混合馬鈴薯沙拉。此外，除了傳統的油和醋之外，美式希臘沙拉的醬料融合各種植物和調味料，成為美國料理的特色。在希臘以外地區，為避免混淆，一般稱道地的希臘沙拉為「鄉村沙拉」，或以希臘用語「horiatiki」代替。

## 外部連結
- 希臘沙拉 （页面存档备份，存于），mediterrasian.com（地中海 / 亞洲飲食網站）
- 希臘沙拉 （页面存档备份，存于），allrecipes.co.uk